# Giro delle Valli Cuneesi
Le Giro delle Valli Cuneesi nelle Alpi del Mare est une course cycliste par étapes italienne disputée au mois de juillet dans la province de Coni, dans le Piémont. Créé en 1978, il est inscrit au calendrier national de la Fédération cycliste italienne depuis 2004 et est réservé aux coureurs espoirs (moins de 23 ans) ainsi qu'aux amateurs.
En 2015, la course est annulée en raison de problèmes financiers. Depuis cette date, elle n'est plus organisée.

## Palmarès
| Année | Vainqueur          | Deuxième            | Troisième                  |
| ----- | ------------------ | ------------------- | -------------------------- |
| 1978  | Michele Pepino     |                     |                            |
| 1979  | Oreste Spadolini   |                     |                            |
| 1980  | Michele Pepino     |                     |                            |
| 1981  | Loreto Valenza     |                     |                            |
| 1982  | Michele Pepino     |                     |                            |
| 1983  | Alfonso Dal Pian   |                     |                            |
| 1984  | Enzo Serpelloni    |                     |                            |
| 1985  | Claudio Mattio     |                     |                            |
| 1986  | Francesco Masi     |                     |                            |
| 1987  | Francesco Masi     |                     |                            |
| 1988  | Giancarlo Peruzzi  |                     |                            |
| 1989  | Michele Pepino     |                     |                            |
| 1990  | Dino Andreotti     |                     |                            |
| 1991  | Michele Pepino     |                     |                            |
| 1992  | Hervé Bonneton     |                     |                            |
| 1993  | Michele Pepino     |                     |                            |
| 1994  | Imerio Vespignani  |                     |                            |
| 1995  | Imerio Vespignani  |                     |                            |
| 1996  | Imerio Vespignani  |                     |                            |
| 1997  | Andrea Pagliani    |                     |                            |
| 1998  | Imerio Vespignani  |                     |                            |
| 1999  | Claudio Fantonetti |                     |                            |
| 2000  | Roberto Moretti    |                     |                            |
| 2001  | Roberto Moretti    |                     |                            |
| 2002  | Roberto Moretti    |                     |                            |
| 2003  | Roberto Moretti    |                     |                            |
| 2004  | Marco Osella       | Alessandro Delfatti | Massimiliano Maisto        |
| 2005  | Morris Possoni     | Simone Bruson       | Massimiliano Maisto        |
| 2006  | Bruno Rizzi        | Luca Zanasca        | Mattia Turrina             |
| 2007  | Bruno Rizzi        | Alex Cano           | Federico Canuti            |
| 2008  | Pedro Merino       | Damiano Caruso      | Rafael Infantino           |
| 2009  | Alberto Contoli    | Cristiano Colombo   | Salvatore Mancuso          |
| 2010  | Antonio Santoro    | Jonathan Monsalve   | Stefano Locatelli          |
| 2011  | Fabio Aru          | Ricardo Pichetta    | Stefano Locatelli          |
| 2012  | Edoardo Zardini    | Luca Benedetti      | Francesco Manuel Bongiorno |
| 2013  | Gianfranco Zilioli | Matteo Busato       | Giorgio Cecchinel          |
| 2014  | Davide Pacchiardo  | Ilia Koshevoy       | Marcin Mrożek              |
| 2015  | annulé             | annulé              | annulé                     |